# Gouvernement Duncan II
Pour les articles homonymes, voir Gouvernement Duncan.
Première République
Duncan I Duncan III
Le gouvernement Kablan Duncan II est formé par Daniel Kablan Duncan le 22 octobre 1995, jour de l'élection d'Henri Konan Bédié à la présidence. Les membres de l'ancien gouvernement sont presque tous reconduits.

## Composition du gouvernement

### Premier ministre
| Image | Fonction                                                                 |  | Nom                  | Parti |
| ----- | ------------------------------------------------------------------------ |  | -------------------- | ----- |
|       | Premier ministre, ministre de l'Économie, de l'Industrie et des Finances |  | Daniel Kablan Duncan | PDCI  |

### Ministres d'État
| Image | Fonction        |  | Nom                      | Parti |
| ----- | --------------- |  | ------------------------ | ----- |
|       | Ministre d'État |  | Thimothée Ahoua N'Guetta | PDCI  |
|       | Ministre d'État |  | Laurent Dona Fologo      | PDCI  |

### Ministres
| Image | Fonction                                                                     |  | Nom                    | Parti |
| ----- | ---------------------------------------------------------------------------- |  | ---------------------- | ----- |
|       | Ministre de la Culture                                                       |  | Bernard Zadi Zaourou   | SE    |
|       | Ministre de la Défense                                                       |  | Léon Konan Koffi       | PDCI  |
|       | Ministre de l'Éducation nationale                                            |  | Pierre Kipré           | SE    |
|       | Ministre des Affaires étrangères                                             |  | Amara Essy             | PDCI  |
|       | Ministre de l'Intérieur                                                      |  | Émile Constant Bombet  | PDCI  |
|       | Ministre de Justice, garde des Sceaux                                        |  | Faustin Kouamé         | PDCI  |
|       | Ministre de l'Enseignement supérieur, ministère de la Recherche scientifique |  | Saliou Touré           | SE    |
|       | Ministre du Plan, de l'Industrie et du Tourisme                              |  | Théophile Ahoua N'Doli | PDCI  |

## Démission
Le gouvernement démissionne le 18 août 1998.